# Мои ракеты вверх
«Мои ракеты вверх» — российская альтернативная рок-группа.

## История
История группы началась в конце 90-х годов, когда школьные друзья Алексей Гончаров и Сергей Говорун поступили в один институт и решили основать группу под названием «Dogz». Вскоре они познакомились с Костей Чалых, который на тот момент играл в группе «7Раса». В итоге этого знакомства Сергей Говорун стал ударником 7Расы, а Константин Чалых — гитаристом «Dogz». Попав на сборник «Учитесь плавать — 4», группа вскоре прекратила своё существование. Однако уже в 2001 году трио вновь собралось вместе и организовало новую инди-группу «Мои ракеты вверх», к которой присоединился Денис Скопин (экс-«Team Ocean» и «Небо здесь»).
В 2004 году квартет записал первый альбом в Петербургской студии «Добролёт» под руководством Андрея Алякринского и при участии Сергея Егорова («Markscheider Kunst»). Пластинка вышла на независимом лейбле «Indie-Go!». Сразу после дебютного релиза Скопин покинул группу.
Композиции «14’52» и «Believe» попали в ротацию на независимые FM и Интернет-радиостанции Европы и США. Треки «Believe» и «Make it» вошли в аудиоприложения журналов «Play» (14, 2004) и «Fuzz» (18, 2004), «14’52» — в музыкальный сборник «Avant fest 2005». Две песни «Isla de Encanta» и «Autumn Square-Wear» вошли в саундтрек к кинофильму Петра Хазизова «Манга».
Весной 2005 года альбом «Мои ракеты вверх» вышел в Нидерландах на лейбле «Inca Records» и в Австралии на лейбле «Smashed Records», в результате чего появилось второе название группы — «Moj rakety», более удобное для иностранного произношения. Под этим названием группа вскоре отправилась на самый большой фестиваль восточной Голландии «Zwarte Cross», а под оригинальным русскоязычным сыграла в Москве и Санкт-Петербурге с британской группой «Hood» в рамках «Avant fest 2005», и на фестивале «Старый мельник» в Кишинёве.
1 сентября 2005 года группа выпустила ограниченным тиражом EP «Nightmaremars». Каждая из 200 копий пластинок была оформлена индивидуально, а также подписана и пронумерована вручную. После выхода сингла группа сыграла с питерской «Tequilajazzz» на закрытии клуба «Молоко», поучаствовали в международном конкурсе «GBOB», поддержали группу «Кирпичи» на петербургской презентации их нового альбома, попали на «Пробы» «Открытого проекта» канала ТВ Центр и фестиваль «Пробы — 3»; закрыли 2005 год совместным концертом с группой «…И Друг Мой Грузовик».
В феврале 2006 года на лейбле «FeeLee Records» выходит второй альбом — «Nuclear weapon mushroom potato chips». Записывал, сводил и продюсировал его снова Андрей Алякринский на студии «Добролет». В записи альбома приняли участие Олег Эмиров (экс-участник группы «Колибри», позднее — саунд-продюсер канала НТВ), Роман Парыгин («Spitfire» и «Ленинград»), Сергей Егоров («Markscheider Kunst»). Таким образом в студийных композициях группы появились клавиши, труба и перкуссия. Специально для презентации «Nuclear weapon mushroom potato chips», группа пригласила художника-дизайнера Мишу Артемова, который неоднократно участвовал в концертах группы, рисуя картинки на планшете, подключенном к компьютеру, в режиме реального концертного времени и проецируя это на большой экран. В поддержку альбома группа провела концертные туры по России, Украине, Эстонии и Голландии.
Летом 2007 года «Мои ракеты вверх» отметились в качестве суппорта на московском концерте Sonic Youth в клубе Б1 maximum. Сыграли на IV международном фестивале «Gauloises Avant Fest 2007» и на Эстонском фестивале «Plink Plonk 2007».
В ноябре 2007 года группа выпустила третью студийную пластинку «Humanaut». Придуманное музыкантами слово (по аналогии с английским «cosmonaut» (космонавт)) означает исследователя внутреннего пространства человека. В январе 2008 года группа выпустила dvd-сборник видеоклипов «Video Humanaut».
После «Humanaut» группа активно продолжила свою деятельность. Проходят концерты, кавер-вечеринки. Участвуют в фестивалях на Украине, в Латвии и Литве.
Для европейских гастролей группа меняют своё название на «My Rockets Up».
В октябре 2008 года «Мои ракеты вверх» сыграли серию совместных концертов с испанской группой «Schwarz» в России и Испании.
Весна 2009 года — автотур на собственных автомобилях по Прибалтике, Белоруссии, Украине и России. Лето — работа над четвёртым студийным альбомом.
30 августа 2009 года группа отметила свой 8-й день рождения презентацией альбома «Listen to me». Записав три предыдущих диска на питерской студии «Добролет» c Андреем Алякринским, в этот раз музыканты решили добиться кардинально нового звучания. Ритм-секция «Listen to me» записана на «Добролете», всё остальное — на репетиционной базе группы и в домашних условиях. Сведением занимался американец Джон Конглтон (John Congleton), известный по работе с группами «Modest Mouse», «Explosions In the Sky», «Marilyn Manson», «The Roots», исполнителями Эрикой Баду, Боно (U2), R. Kelly и многими другими. Также в записи альбома приняли участие музыканты со всей Европы, среди которых Крэйг Уокер («Archive»), Alfonso Alfonso из группы «Schwarz», а также Андрей «Sun» Запорожец («SunSay») и Илья Иванов («Jukebox Trio»). Концерты в поддержку «Listen to me» прошли в Прибалтике и России. В ноябре группа ездила в совместный тур с группой SunSay по городам России.
За 2010 год группа выпустила два сингла — весной GAI-DO (3 песни) и осенью Buzz (2 песни). 24 июня 2010 года выступили на разогреве группы Skunk Anansie в московском клубе Milk Moscow. 12 и 13 ноября в Москве и Санкт-Петербурге состоялись презентации переиздания альбома Listen To Me — у переиздания новый мастеринг, новая обложка и буклет, а также в качестве бонуса — оба выпущенных за 2010 года сингла — GAI-DO и Buzz.
В 2011 году группа взаимовыгодно посотрудничала с Adidas Originals, в том числе отыграла концерт в одном из магазинов. Осенью группа объявила, что берёт перерыв — как с гастролями, так и с записью нового материала. Осенью 2011 группа отыграла юбилейные концерты в честь 10-летия группы — 29 сентября 2011 года в Москве (клуб «16 тонн»), и последний, на данный момент, акустический концерт в Санкт-Петербурге в клубе «Dusche» (9 октября 2011), который прошёл без Алексея Гончарова.
С 2011 по 2015 года Константин Чалых был постоянным гитаристом группы Sunsay. Сергей Говорун сотрудничал в качестве барабанщика с Павлом Додоновым и Дельфином (альбом «Андрей»). В 2014 году Чалых начал проект LeftrighT, в котором совмещает живые инструменты с электроникой, в качестве барабанщика в LeftrighT играет Говорун. В 2012 Алексей Гончаров записал три сольных трека, из которых два были выложены в сеть для свободного скачивания.
12 сентября 2013 группа дала единственный концерт в клубе «16 тонн» в честь своего 12-летия.
12 октября 2014 года на дне рождения Константина Чалых в клубе ArteF.A.Q. в составе Чалых-Говорун-Гончаров были исполнены песни «Make It», «14'52''» и «Dizzy». Вместе с группой на гитаре играл Сергей Сухов.
С 2015 года группа вернулась к студийной и концертной деятельности. 8 мая был выпущен первый сингл «Treasure Cave Jailhouse». 17 и 21 мая в Москве и Санкт-Петербурге прошли концерты с программой Reunion.
Летом 2015 года в подмосковном домике был сочинён и записан новый альбом, песни с которого были сыграны в Москве 30 сентября. Алексей Гончаров в создании альбома участия не принимал.
В октябре 2015 к группе присоединился гитарист Евгений Сухонин.

## Состав
- Константин Чалых — вокал, гитара, клавишные, мелодика
- Сергей Сухов — бас
- Сергей Говорун — ударные
- Стас Кононов — гитара

## Сессионные музыканты
- Сергей Сухов — гитара (2014—2015)
- Стас Кононов — гитара (2013, 2015)
- Артём Алтунин — перкуссия (2015)
- Василий Яковлев — перкуссия (2013)

## Бывшие участники
- Денис Скопин − гитара (2001—2004)
- Алексей Гончаров — бас, вокал (2000—2015)

## Дискография

### Студийные альбомы
- 2004 — «Мои Ракеты Вверх»
- 2006 — «Nuclear Weapon Mushroom Potato Chips»
- 2007 — «Humanaut»
- 2009 — «Listen To Me»
- 2016 — «Littoral»

### Синглы и EP
- 2005 — «Nightmaremars»(EP)
- 2010 — «Gai-Do» (EP)
- 2010 — «BUZz!» (EP)
- 2015 — «Treasure Cave Jailhouse»
- 2015 — «Kill to Defend»

### Каверы
Группа регулярно устраивала вечера каверов. За несколько лет подобной практики были сыграны песни таких групп как Nirvana, Faith No More, Beck, System of a Down, Red Hot Chili Peppers, Stone Temple Pilots, Nine Inch Nails, Queens of the Stone Age, Exploited, Helmet, Elvis Costello, Rage Against the Machine, Tequilajazzz, Кирпичи, Ульи, W.K? и многих других.